# Elektronvolt
| Grotere eenheden | Grotere eenheden  | Grotere eenheden |
| factor           | naam              | symbool          |
| ---------------- | ----------------- | ---------------- |
| 1                | elektronvolt      | eV               |
| 103              | kilo-elektronvolt | keV              |
| 106              | mega-elektronvolt | MeV              |
| 109              | giga-elektronvolt | GeV              |
| 1012             | tera-elektronvolt | TeV              |

De elektronvolt (symbool eV) is een eenheid van energie die vooral gebruikt wordt in de deeltjesfysica, de atoomfysica en de vastestoffysica. 1 eV is de energieverandering die een vrij deeltje met een lading 1e (de elementaire lading e, gelijk aan de lading van een proton) ondervindt wanneer het in een elektrisch veld een weg aflegt tussen twee punten die een onderling potentiaalverschil van 1 V hebben. Deze hoeveelheid energie komt overeen met
{\displaystyle {\begin{aligned}1\ {\text{eV}}&=(1{,}602\ 176\ 634\cdot 10^{-19}\,{\text{C}})(1\ {\text{J C}}^{-1})\\&=1{,}602\ 176\ 634\cdot 10^{-19}\,{\text{J}}\end{aligned}}}
De elektronvolt heeft dezelfde dimensie als de joule maar wordt ook voor andere grootheden gebruikt door te combineren met bepaalde natuurconstanten.

## De elektronvolt als eenheid van energie
Een elektronvolt is een zeer kleine hoeveelheid energie:
1 eV = 1,602 176 634 × 10−19 J;
1 J = 6,241 509 074... × 1018 eV.
De vermenigvuldigingsfactoren uit het SI-stelsel worden ook voor de elektronvolt gebruikt: men spreekt over keV (kilo-elektronvolt, 1000 eV), MeV (mega-, 106), GeV (giga-, 109) en TeV (tera-, 1012).
In de deeltjesfysica wordt de energie van systemen en deeltjes meestal uitgedrukt in elektronvolt, omdat de joule uit het SI-stelsel voor microscopische hoeveelheden een onhandelbaar grote eenheid is. Ook in de atoomfysica en de vastestoffysica gebruikt men de eenheid wel. De energieniveaus van atomen worden in deze eenheid uitgedrukt.
De kinetische energie van een bewegend deeltje wordt ook meestal in elektronvolt uitgedrukt; voor een gegeven deeltje geeft dit indirect ook aan wat zijn snelheid is, bijvoorbeeld:
- een neutron van 1 eV heeft een snelheid van 14 km/s
- een neutron van 1 MeV heeft een snelheid van 14 000 km/s
- een alfadeeltje van 1 MeV heeft een snelheid van 7 000 km/s
- een elektron van 1 eV heeft een snelheid van 600 km/s

De kinetische energie van deeltjes is ook wel een maat voor de "kracht" van een deeltjesversneller.
Ook de energie per foton van elektromagnetische straling wordt soms uitgedrukt in elektronvolt. Deze is evenredig met de frequentie. Bij een frequentie van 240 THz is die 1 eV. Fotonen van zichtbaar licht (ongeveer 400 – 800 THz) hebben dus een energie van enkele elektronvolts, voor röntgenstraling is dat 1 tot 100 keV, en voor gammastraling enkele tot vele MeV.
Bij halfgeleider-lichtbronnen als leds is er een directe relatie tussen de energie van de uitgestraalde fotonen in eV en de spanningsval over het element. Een rode led heeft ongeveer 1,6 V nodig, een gele 2,4 V en een blauwe 3,6 V. Ook in beeldbuizen is de "hardheid" van de (onbedoeld) opgewekte röntgenstraling evenredig met de versnelspanning (20 – 30 kV).

## De elektronvolt als eenheid van massa
Net zoals de joule voor energie, is de kilogram een onhandig grote eenheid van massa voor microscopische hoeveelheden zoals deeltjes. Daarom gebruikt men voor massa's van atomen en atoomkernen de atomaire massa-eenheid (symbool: u of Da) en voor subatomaire deeltjes de elektronvolt. Weliswaar is de eV een eenheid van energie, maar hij is ook geschikt als massa-eenheid, doordat de massa m van een deeltje evenredig is met zijn inwendige energie E, volgens de relatie E = mc2 uit de speciale relativiteitstheorie. Hierin is c de lichtsnelheid in vacuüm. Strikt genomen drukt men dan de massa uit in eV/c2.
Een elektronvolt is dus een zeer kleine hoeveelheid massa:
1 eV = 1,782 661 9 × 10−36 kg;
1 kg = 5,609 588 6 × 1035 eV.
In dit geval zorgen de voorvoegsels k-, M- en G- ervoor dat uiteenlopende massa's allemaal eenvoudig uitgedrukt kunnen worden. De massa van een elektron is ongeveer 511 keV (0,511 MeV), die van een proton 938 MeV en die van het W-boson 80 GeV.

## De elektronvolt als eenheid van temperatuur
In de natuurkunde wordt soms ook temperatuur uitgedrukt in elektronvolt, bijvoorbeeld in modellen over het vroege heelal, uitgaande van de volgende relatie:
{\displaystyle E=k_{B}\cdot T}
- E = energie
- kB = constante van Boltzmann
- T = temperatuur (K)

De energie van 1 eV (eigenlijk 1 eV/kB) correspondeert met een temperatuur van 11 604,505 K (11 331,518 °C). Kamertemperatuur (20 °C = 293 K) komt overeen met 0,025 eV.

## Natuurlijke eenheden
Vooral in de kernfysica en de hoge-energiefysica is het gebruikelijk te werken met natuurlijke eenheden, zoals planck-eenheden of atoom-eenheden. De "natuurlijke" eenheden van massa, lengte, tijd en temperatuur worden daarbij zo gekozen dat de constanten van Planck (h) en Boltzmann (k), en de lichtsnelheid (c), alle de getalswaarde 1 krijgen. Zo kunnen allerlei grootheden worden uitgedrukt in elektronvolt (vaker: MeV of GeV).